# Saltos ornamentais no Campeonato Mundial de Esportes Aquáticos de 2023 - Plataforma 10 m individual masculino

A competição de saltos ornamentais na categoria trampolim 10 m individual masculino no Campeonato Mundial de Esportes Aquáticos de 2023 fora realizada nos dias 21 e 22 de julho de 2023 no Fukuoka Prefectural Pool em Fukuoka, no Japão.  Ao todo, 41 participantes de 25 Comitês Olímpicos Nacionais estavam previstos para competirem.

## Cronograma
Todos os horários estão na Hora Legal Japonesa (UTC+09).
| Data        | Hora  | Evento        |
| ----------- | ----- | ------------- |
| 21 de julho | 09:00 | Eliminatórias |
| 21 de julho | 15:30 | Semifinal     |
| 22 de julho | 18:30 | Final         |

## Formato da competição
A competição consiste em três rodadas: eliminatória, semifinal e final. Os 18 melhores saltadores nas eliminatórias avançam a semifinal, onde apenas os 12 melhores avançam até a final. Aquele com a melhor pontuação garante a medalha de ouro.

## Medalhistas
| Ouro                         | Prata               | Bronze           |
| Cassiel Rousseau · Austrália | Lian Junjie · China | Yang Hao · China |

## Resultados
| Pos.              | Saltador               | CON            | Eliminatória | Eliminatória | Semifinal     | Semifinal     | Final         | Final         |
| Pos.              | Saltador               | CON            | Pontos       | Pos.         | Pontos        | Pos.          | Pontos        | Pos.          |
| ----------------- | ---------------------- | -------------- | ------------ | ------------ | ------------- | ------------- | ------------- | ------------- |
| Medalha de ouro   | Cassiel Rousseau       | Austrália      | 423.80       | 5            | 494.10        | 2             | 520.85        | 1             |
| Medalha de prata  | Lian Junjie            | China          | 466.90       | 1            | 505.50        | 1             | 512.35        | 2             |
| Medalha de bronze | Yang Hao               | China          | 465.95       | 2            | 484.90        | 3             | 504.00        | 3             |
| 4                 | Noah Williams          | Reino Unido    | 435.15       | 4            | 450.65        | 6             | 499.10        | 4             |
| 5                 | Kyle Kothari           | Reino Unido    | 423.70       | 6            | 475.60        | 5             | 497.35        | 5             |
| 6                 | Oleksiy Sereda         | Ucrânia        | 409.10       | 10           | 418.15        | 12            | 475.55        | 6             |
| 7                 | Nathan Zsombor-Murray  | Canadá         | 391.55       | 13           | 422.55        | 9             | 468.00        | 7             |
| 8                 | Randal Willars         | México         | 411.55       | 9            | 477.55        | 4             | 465.55        | 8             |
| 9                 | Isaac Souza            | Brasil         | 420.15       | 7            | 418.95        | 11            | 447.50        | 9             |
| 10                | Bertrand Rhodict Lises | Malásia        | 449.65       | 3            | 420.70        | 10            | 442.35        | 10            |
| 11                | Kim Yeong-taek         | Coreia do Sul  | 402.40       | 11           | 425.90        | 8             | 405.85        | 11            |
| 12                | Rikuto Tamai           | Japão          | 404.50       | 12           | 427.70        | 7             | Withdrawn     | Withdrawn     |
| 13                | Carlos Camacho         | Espanha        | 389.75       | 14           | 399.10        | 13            | Não avançaram | Não avançaram |
| 14                | Yi Jae-gyeong          | Coreia do Sul  | 377.40       | 17           | 396.55        | 14            | Não avançaram | Não avançaram |
| 15                | Yevhen Naumenko        | Ucrânia        | 411.75       | 8            | 394.35        | 15            | Não avançaram | Não avançaram |
| 16                | Maxwell Flory          | Estados Unidos | 384.95       | 16           | 382.95        | 16            | Não avançaram | Não avançaram |
| 17                | Anton Knoll            | Áustria        | 389.10       | 15           | 375.50        | 17            | Não avançaram | Não avançaram |
| 18                | Constantin Popovici    | Roménia        | 376.80       | 18           | 334.80        | 18            | Não avançaram | Não avançaram |
| 19                | Samuel Fricker         | Austrália      | 370.35       | 19           | Não avançaram | Não avançaram | Não avançaram | Não avançaram |
| 20                | Emanuel Vázquez        | Porto Rico     | 368.50       | 20           | Não avançaram | Não avançaram | Não avançaram | Não avançaram |
| 21                | Diego Balleza          | México         | 361.65       | 21           | Não avançaram | Não avançaram | Não avançaram | Não avançaram |
| 22                | Robert Łukaszewicz     | Polónia        | 358.60       | 22           | Não avançaram | Não avançaram | Não avançaram | Não avançaram |
| 23                | Brandon Loschiavo      | Estados Unidos | 356.55       | 23           | Não avançaram | Não avançaram | Não avançaram | Não avançaram |
| 24                | Nathan Brown           | Nova Zelândia  | 351.15       | 24           | Não avançaram | Não avançaram | Não avançaram | Não avançaram |
| 25                | Nikolaos Molvalis      | Grécia         | 346.70       | 25           | Não avançaram | Não avançaram | Não avançaram | Não avançaram |
| 26                | Carlos Ramos           | Cuba           | 344.95       | 26           | Não avançaram | Não avançaram | Não avançaram | Não avançaram |
| 27                | Diogo Silva            | Brasil         | 344.25       | 27           | Não avançaram | Não avançaram | Não avançaram | Não avançaram |
| 28                | Max Lee                | Singapura      | 337.20       | 28           | Não avançaram | Não avançaram | Não avançaram | Não avançaram |
| 29                | Shu Ohkubo             | Japão          | 336.65       | 29           | Não avançaram | Não avançaram | Não avançaram | Não avançaram |
| 30                | Isak Børslien          | Noruega        | 334.30       | 30           | Não avançaram | Não avançaram | Não avançaram | Não avançaram |
| 31                | Riccardo Giovannini    | Itália         | 325.25       | 31           | Não avançaram | Não avançaram | Não avançaram | Não avançaram |
| 32                | Athanasios Tsirikos    | Grécia         | 323.20       | 32           | Não avançaram | Não avançaram | Não avançaram | Não avançaram |
| 33                | Dariush Lotfi          | Áustria        | 323.10       | 33           | Não avançaram | Não avançaram | Não avançaram | Não avançaram |
| 34                | Andreas Sargent Larsen | Itália         | 322.30       | 34           | Não avançaram | Não avançaram | Não avançaram | Não avançaram |
| 35                | Luis Avila Sanchez     | Alemanha       | 319.55       | 35           | Não avançaram | Não avançaram | Não avançaram | Não avançaram |
| 36                | Filip Jachim           | Polónia        | 315.90       | 36           | Não avançaram | Não avançaram | Não avançaram | Não avançaram |
| 37                | Luke Sipkes            | Nova Zelândia  | 315.35       | 37           | Não avançaram | Não avançaram | Não avançaram | Não avançaram |
| 38                | Jaden Eikermann        | Alemanha       | 310.70       | 38           | Não avançaram | Não avançaram | Não avançaram | Não avançaram |
| 39                | Enrique Harold         | Malásia        | 308.20       | 39           | Não avançaram | Não avançaram | Não avançaram | Não avançaram |
| 40                | Marat Grigoryan        | Armênia        | 208.00       | 40           | Não avançaram | Não avançaram | Não avançaram | Não avançaram |
| 41                | Jesús González         | Venezuela      | Não iniciou  | Não iniciou  | Não iniciou   | Não iniciou   | Não iniciou   | Não iniciou   |